# Euchromia nigricincta
Euchromia nigricincta är en fjärilsart som beskrevs av James John Joicey och Talbot 1926. Euchromia nigricincta ingår i släktet Euchromia och familjen björnspinnare. Inga underarter finns listade i Catalogue of Life.